# Vatolaivy
Vatolaivy est un petit village à Arivonimamo, à l'ouest d'Antananarivo, la capitale de Madagascar.

## Géographie

### Villages limitrophes
- Soamananety (3.0 nm)
- Ambodifarihy (2.1 nm)
- Amboniriana (2.2 nm)
- Vakivoha (0.9 nm)
- Antanety (2.0 nm)

## Population et société

### Enseignement
L'école primaire publique (EPP) Vatolaivy est l'une des plus anciennes écoles de Madagascar.